# 班查語

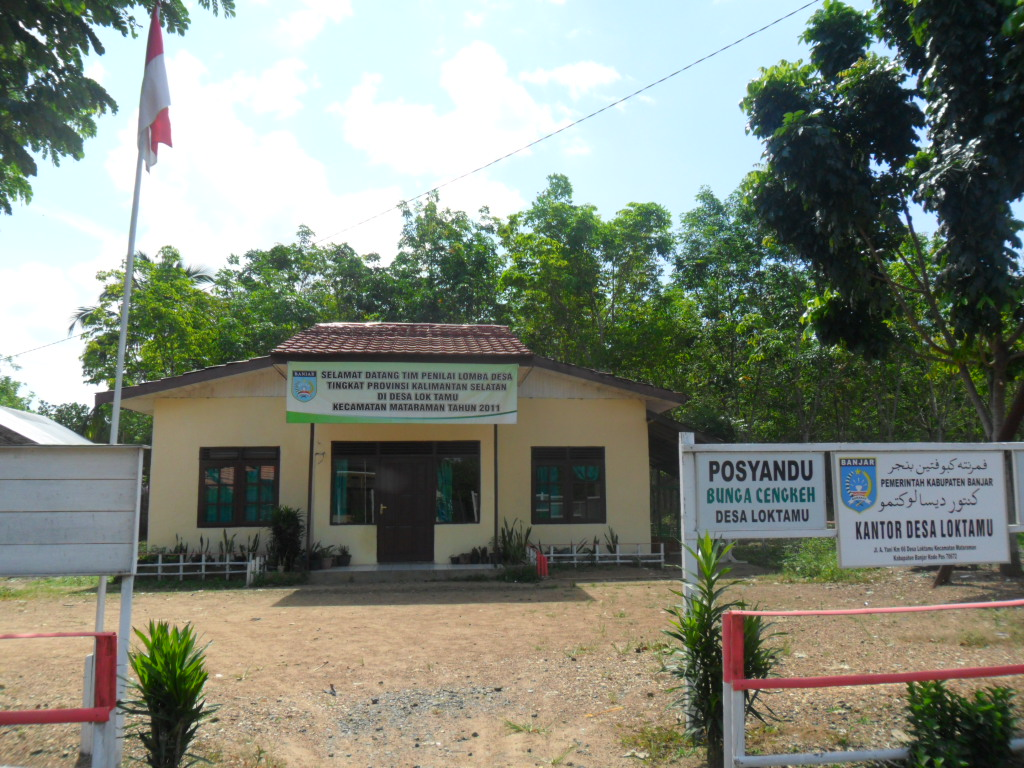
印度尼西亚南加里曼丹省班贾尔县Mataraman街道Lok Tamu村办事处的一個標有爪夷文和班查語的標牌

班查語 （印度尼西亚语：Bahasa Banjar ，爪夷文：بهاس بنجر）是印度尼西亚南加里曼丹省班查人所使用的一种南島語系語言。 因為班查人經商的緣故，班查語在印度尼西亚和马来世界都被使用。

## 使用
特别是在加里曼丹岛上，班查語被认为是一种通用语言 ，因为它在加里曼丹島上五个省中的三个省（南加里曼丹省、東加里曼丹省和中加里曼丹省）被广泛使用，在西加里曼丹省和北加里曼丹省 ，马来语比较流行。 

### 与标准马来語的关系
尽管有时班查語被认为是马来语，但它与其他马来语群并不是特别接近。 班查語分为两个主要方言 ：上游（the upper river，Banjar Hulu）和下游（ down river，Banjar Kuala）方言。

## 另見
- 馬辰
- 南加里曼丹省